# Jimmy Johnson (cinéma)
Pour les articles homonymes, voir Jimmy Johnson.
Jimmy Johnson est un personnage fictif imaginé par Jean-Luc Godard dans le film Bande à part. Celui-ci aurait, tel que le rapporte Franz — joué par Sami Frey —, réalisé la visite la plus rapide du musée du Louvre en neuf minutes et quarante-cinq secondes selon le journal France-Soir,,,.

## Contexte
Dans le film Bande à part réalisé par Jean-Luc Godard et sorti en 1964, un trio composé de Claude Brasseur, Anna Karina et Sami Frey cherchent à dévaliser une maison de Joinville-le-Pont. Opérant dans la nuit, ceux-ci, pour passer le temps, décident de visiter le musée du Louvre à Paris. Ils cherchent alors à battre le record de la visite la plus rapide du musée mythique détenu par un certain Jimmy Johnson, originaire de San Francisco, en neuf minutes et quarante-cinq secondes. Ce record est battu de deux secondes par les personnages du film. L'historien Antoine de Baecque parle de cette scène, où est évoqué Jimmy Johnson comme d'une « digression », ajoutée « in extremis » par le réalisateur de peur que le film réalisé ne soit trop court. Par ailleurs, cette scène, comme celle où les personnages dansent le madison dans un café, ne figurait pas dans le scénario déposé au préalable au Centre national de la cinématographie.

## Postérité
- Ce record de la visite la plus rapide du Louvre détenu par Jimmy Johnson augure de films où les personnages pastichent la scène en battant le record préexistant, comme dans le film Innocents : The dreamers de Bernardo Bertolucci, sorti en 2003 (dans ce cas, le record est largement battu en 9 min 28 s).
- L'artiste suisse Beat Lippert a battu le record de la visite du Louvre dans le cadre d'une performance artistique le 17 juin 2010[5].